# Louis Eisenmann
Pour les articles homonymes, voir Eisenmann.
Louis Eisenmann, né le 17 juillet 1869 à Haguenau (Bas-Rhin) et mort le 14 mai 1937 à Paris 16e, est un professeur d'université et historien français.

## Biographie
Louis Joachim Eisenmann fréquente les lycées de Dijon (1877-1886) et Louis-le-Grand (1886-1888) avant d'intégrer la Faculté des lettres de Paris en 1888. Il rejoint l’École normale supérieure l'année suivante et obtient une licence ès lettres en 1890. Il est agrégé d'histoire en 1892 et obtient une bourse d'études en Allemagne entre 1892 et 1894. Il est licencié en droit en 1893, avant d'effectuer un séjour à Vienne et divers autres voyages d'études en Autriche et en Hongrie entre 1894 et 1905. Son cursus est parachevé par l'obtention d'un doctorat en droit en 1904 et d'un doctorat en lettres en 1921.
Son parcours universitaire débute par un poste de chargé de cours d'histoire contemporaine à la Faculté des lettres de Dijon (1905). Il se voit par la suite attribuer un poste de chargé de cours de langue et littérature hongroises à la Faculté des lettres de Paris (1913). En 1920, il est chargé de cours d'histoire contemporaine. Il est professeur d'histoire et civilisation des Slaves à partir de 1922 et dirige l'Institut français Ernest Denis à Prague à partir de 1925. Il meurt en 1937, en fonctions.
Louis Eisenmann est mobilisé en 1914 au service politique du Grand Quartier Général, au sein duquel il est chargé de dépouiller et d'analyser les périodiques austro-hongrois. On lui attribue également des tâches de conseiller politique à la mission militaire du général Pellé, à Prague, après l'armistice et jusqu'en 1920. Il intervient également en tant qu'expert de la délégation française à la conférence de Gênes en 1922. 
Outre ces missions universitaires et militaires, Louis Eisenmann officie en tant que secrétaire général à l'Institut d'études slaves dès 1920. Il est également directeur de la revue Le Monde Slave en 1924 et directeur de la Revue historique en 1926.

## Publications
Parmi les ouvrages écrits par Louis Eisenmann figurent : 
- des chapitres sur l'Autriche-Hongrie dans l'Histoire générale de Lavisse et Rambaud ;
- un chapitre « Autriche-Hongrie contemporaine » dans The Cambridge modern history ;
- Le compromis austro-hongrois, thèse de droit (1904) ;
- Le régime des cultes en Autriche et en Hongrie (1905) ;
- Dijon, centre de communications (1908) ;
- La Tchécoslovaquie, thèse de doctorat (1921) ;
- La Hongrie contemporaine, thèse complémentaire (1921) ;
- Un grand européen Edouard Benès (1934) ;
- Histoire de Russie en collaboration avec P. Milioukov et C. Seignobos, 3 volumes (1932-33) ;
- L'évolution intérieure de l'Allemagne (1935).

## Distinctions
Louis Eisenmann est officier de la Légion d'honneur. Il est également  décoré de la croix de guerre tchécoslovaque, ainsi que de décorations polonaises et tchécoslovaques. Il est par ailleurs docteur honoris causa de l'Université de Prague.